# Salomea Kostecka
Salomea Walentyna Kostecka (ur. 1887, zm. 17 września 1931 we Lwowie) – polska nauczycielka, działaczka oświatowa i narodowa, członkini Narodowej Organizacji Kobiet.

## Życiorys
Od 1 marca 1907 była nauczycielką rysunków w szkole powszechnej im. Królowej Jadwigi w Stanisławowie. Należała do zarządu koła i Zarządu Okręgowego Towarzystwa Szkoły Ludowej w Stanisławowie. W ramach TSL należała do sekcji finansowej. W dniach 26 i 27 czerwca 1927 reprezentowała Stanisławów na XXII. Walnym Zjeździe Delegatów Kół i Związków Okręgowych TSL w Krakowie. Angażowała się w zbiórkę na budowę kościoła i ochronki w Stanisławowie. W 1926 podpisała Deklarację o Podziwie i Przyjaźni dla Stanów Zjednoczonych. Aktywnie udzielała się w Stronnictwie Narodowym i Narodowej Organizacji Kobiet.